# Diparopsis watersi
Diparopsis watersi là một loài bướm đêm trong họ Noctuidae.